# Zweden op de Olympische Zomerspelen 1972
Zweden nam deel aan de Olympische Zomerspelen 1972 in München, West-Duitsland. In vergelijking tot de vorige editie (4 medailles) werden nu veel meer medailles gewonnen. Het hoogste aantal sinds 1956 toen de olympische paardensportonderdelen in eigen land werden gehouden.

## Medaillewinnaars

### 1Goud
- Ulrika Knape - Schoonspringen, vrouwen 10m platform
- Ragnar Skanåker - Schieten, mannen vrij pistool
- Gunnar Larsson - Zwemmen, mannen 200m individueel wisselslag
- Gunnar Larsson - Zwemmen, mannen 400m individueel wisselslag

### 2Zilver
- Gunnar Jervill - Boogschieten, mannen individueel
- Ulrika Knape - Schoonspringen, vrouwen 3m plank
- Rolf Peterson - Kanoën, mannen k1 1.000m
- Jan Karlsson - worstelen, mannen vrije stijl weltergewicht
- Per Pettersson en Stellan Westerdahl - Zeilen, mannen star klasse
- Bo Knape, Stefan Krook, Lennart Roslund en Stig Wennerström - Zeilen, mannen soling klasse

### 3Brons
- Ricky Bruch - Atletiek, mannen discuswerpen
- Hasse Thomsén - Boksen, mannen zwaargewicht
- Jan Jönsson - Paardensport, eventing
- Ulla Håkanson, Ninna Swaab en Maud von Rosen - Paardensport, dressuur team
- Hans Bettembourg - Gewichtheffen, mannen halfzwaargewicht
- Jan Karlsson - worstelen, mannen Grieks-Romeins weltergewicht

## Deelnemers en resultaten per onderdeel

### Atletiek
Mannen, 1.500 meter
- Gunnar Ekman
  - Serie - 3:40.4
  - Halve finale - 3:39.4 (→ ging niet verder)
- Ulf Hogberg
  - Serie - 3:41.5
  - Halve finale - 3:43.6 (→ ging niet verder)

Mannen, 5.000 meter
- Anders Gärderud
  - Serie - 13:57.2 (→ ging niet verder)

Mannen, hoogspringen
- Jan Dahlgren
  - Kwalificatieronde - 2.15m
  - Finale - 2.15m (→ 11e plaats)

### Boksen
Mannen zwaargewicht (+ 81 kg)
- Hasse Thomsén →  Brons
  - Eerste ronde - versloeg Jean Bassomben (CMR), 4:1
  - Kwartfinale - versloeg Carroll Morgan (CAN), KO-3
  - Halve finale - verloor van Ion Alexe (ROM), technisch knock-out, ronde 2

### Boogschieten
Mannen, individueel:
- Gunnar Jervill - 2481 punten (→  Zilver)
- Rolf Svensson - 2386 punten (→ 16e plaats)
- Olov Bostroem - 2347 punten (→ 27e plaats)

Vrouwen, individueel:
- Maj-Britt Johansson - 2283 punten (→ 19e plaats)
- Anna-Lisa Berglund - 2185 punten (→ 34e plaats)

### Wielersport
Mannen individuele wegwedstrijd
- Lennart Fagerlund - 42e plaats
- Sven-Åke Nilsson - 44e plaats
- Leif Hansson - niet gefinisht (→ niet geklasseerd)
- Bernt Johansson - niet gefinisht (→ niet geklasseerd)

### Schoonspringen
Vrouwen 3m plank
- Ulrika Knape - 434.19 punten (→  Zilver)
- Agneta Henriksson - 417.48 punten (→ 6e plaats)

Vrouwen 10m platform
- Ulrika Knape - 390.00 punten (→  Goud)

### Handbal

#### Mannentoernooi
- Voorronde (Groep A)
  - Zweden - Polen 13-13 (5-7)
  - Zweden - Sovjet-Unie 11-11 (4-3)
  - Zweden - Denemarken 16-10 (8-4)
- Tweede ronde (Groep A)
  - Zweden - Tsjecho-Slowakije 12-15 (6-7)
  - Zweden - Oost-Duitsland 11-14 (6-8)
- Klassificatiewedstrijd
  - Zweden - Hongarije 19-18 (11-8) → 7e plaats
- Spelers
  - Björn Andersson
  - Bo Andersson
  - Dan Eriksson
  - Lennart Eriksson
  - Johan Fischerström
  - Göran Hard Af Segerstad
  - Bengt Johansson
  - Benny Johansson
  - Jan Jönsson
  - Lars Karlsson
  - Michael Koch
  - Olle Olsson
  - Sten Olsson
  - Thomas Persson
  - Bertil Söderberg
  - Frank Ström

### Moderne vijfkamp
Mannen, individueel:
- Björn Ferm - 5283 punten (→ 6e plaats)
- Bo Jansson - 4739 punten (→ 24e plaats)
- Hans-Gunnar Liljenwall - 4704 punten (→ 25e plaats)

Mannentoernooi:
- Ferm, Jansson en Liljenwall - 14708 punten (→ 5e placa)

### Roeien
Mannen, skiff
- Lennart Baiter
  - Serie - 8:12.92
  - Herkansing - 8:11.07 (→ ging niet verder)

### Zwemmen
Mannen, 100 meter vrije slag
- Anders Bellbring
  - Serie - Niet gestart (→ ging niet verder)

Mannen, 200 meter vrije slag
- Bernt Zarnowiecki
  - Serie - 2:01.34 (→ ging niet verder)
- Rolf Pettersson
  - Serie - 2:00.02 (→ ging niet verder)
- Hans Ljungberg
  - Serie - 1:59.42 (→ ging niet verder)

Mannen 4x200m vrije stijl estafette
- Hans Ljungberg, Bengt Gingsjö, Anders Bellbring en Gunnar Larsson
  - Serie - 7:57.54
- Bengt Gingsjö, Hans Ljungberg, Anders Bellbring en Gunnar Larsson
  - Finale - 7:47.37 (→ 4e plaats)

Afghanistan · Albanië · Algerije · Amerikaanse Maagdeneilanden · Argentinië · Australië · Bahama's · Barbados · België · Bermuda · Birma · Bolivia · Bondsrepubliek Duitsland · Brazilië · Brits-Honduras · Bulgarije · Canada · Ceylon · Chili · Colombia · Congo-Brazzaville · Costa Rica · Cuba · Dahomey · Denemarken · Dominicaanse Republiek · Duitse Democratische Republiek · Ecuador · Egypte · El Salvador · Ethiopië · Fiji · Filipijnen · Finland · Frankrijk · Gabon · Ghana · Griekenland · Groot-Brittannië · Guatemala · Guyana · Haïti · Hongarije · Hongkong · Ierland · IJsland · India · Indonesië · Iran · Israël · Italië · Ivoorkust · Jamaica · Japan · Joegoslavië · Kameroen · Kenia · Khmerrepubliek · Koeweit · Lesotho · Libanon · Liberia · Liechtenstein · Luxemburg · Madagaskar · Malawi · Maleisië · Mali · Malta · Marokko · Mexico · Monaco · Mongolië · Nederland · Nederlandse Antillen · Nepal · Nicaragua · Nieuw-Zeeland · Niger · Nigeria · Noord-Korea · Noorwegen · Oeganda · Oostenrijk · Opper-Volta · Pakistan · Panama · Paraguay · Peru · Polen · Portugal · Puerto Rico · Roemenië · San Marino · Saoedi-Arabië · Senegal · Singapore · Soedan · Somalië · Sovjet-Unie · Spanje · Suriname · Swaziland · Syrië · Taiwan · Tanzania · Thailand · Togo · Trinidad en Tobago · Tsjaad · Tsjecho-Slowakije · Tunesië · Turkije · Uruguay · Venezuela · Verenigde Staten · Vietnam · Zambia · Zuid-Korea · Zweden · Zwitserland